# روبرت إيتو
روبرت إيتو (بالإنجليزية: Robert Ito)‏ (و. 1931  م) هو ممثل أفلام كندي، ولد في فانكوفر.

## وصلات خارجية
- روبرت إيتو على موقع IMDb (الإنجليزية)
- روبرت إيتو على موقع ألو سيني (الفرنسية)
- روبرت إيتو على موقع تيرنر كلاسيك موفيز (الإنجليزية)
- روبرت إيتو على موقع أول موفي (الإنجليزية)
- روبرت إيتو على موقع قاعدة بيانات برودواي على الإنترنت (الإنجليزية)
- روبرت إيتو على موقع قاعدة بيانات الأفلام السويدية (السويدية)
- روبرت إيتو على موقع قاعدة بيانات الفيلم (الإنجليزية)
- روبرت إيتو على موقع كينوبويسك (الروسية)